# Wilhelm Henß
Wilhelm Henß (* 24. Januar 1774 in Flörsbach (Flörsbachtal) im Main-Kinzig-Kreis; † 25. September 1833 in Schlüchtern) war ein deutscher Landrat.

## Leben
Wilhelm Henß war ein Sohn des hessischen Majors Johannes Henß und dessen Ehefrau Elisabeth Kleinfeller und war als Rat im Amt Wächtersbach tätig. Diese Verwaltungseinheit wurde durch die kurfürstliche Verordnung vom 28. Juni 1821 dem neugebildeten Kreis Salmünster zugeordnet. Dort leitete er als Landrat die Geschäfte der Verwaltung bis zum Jahre 1829, als der Kreis Salmünster aufgelöst und das Amt Salmünster nebst dem Gericht Romsthal in den Kreis Schlüchtern und die Ämter Wächtersbach und Birstein in den Kreis Gelnhausen eingegliedert wurden.
Von 1829 bis 1833 war Henß Landrat des Kreises Schlüchtern.